# Алегорія

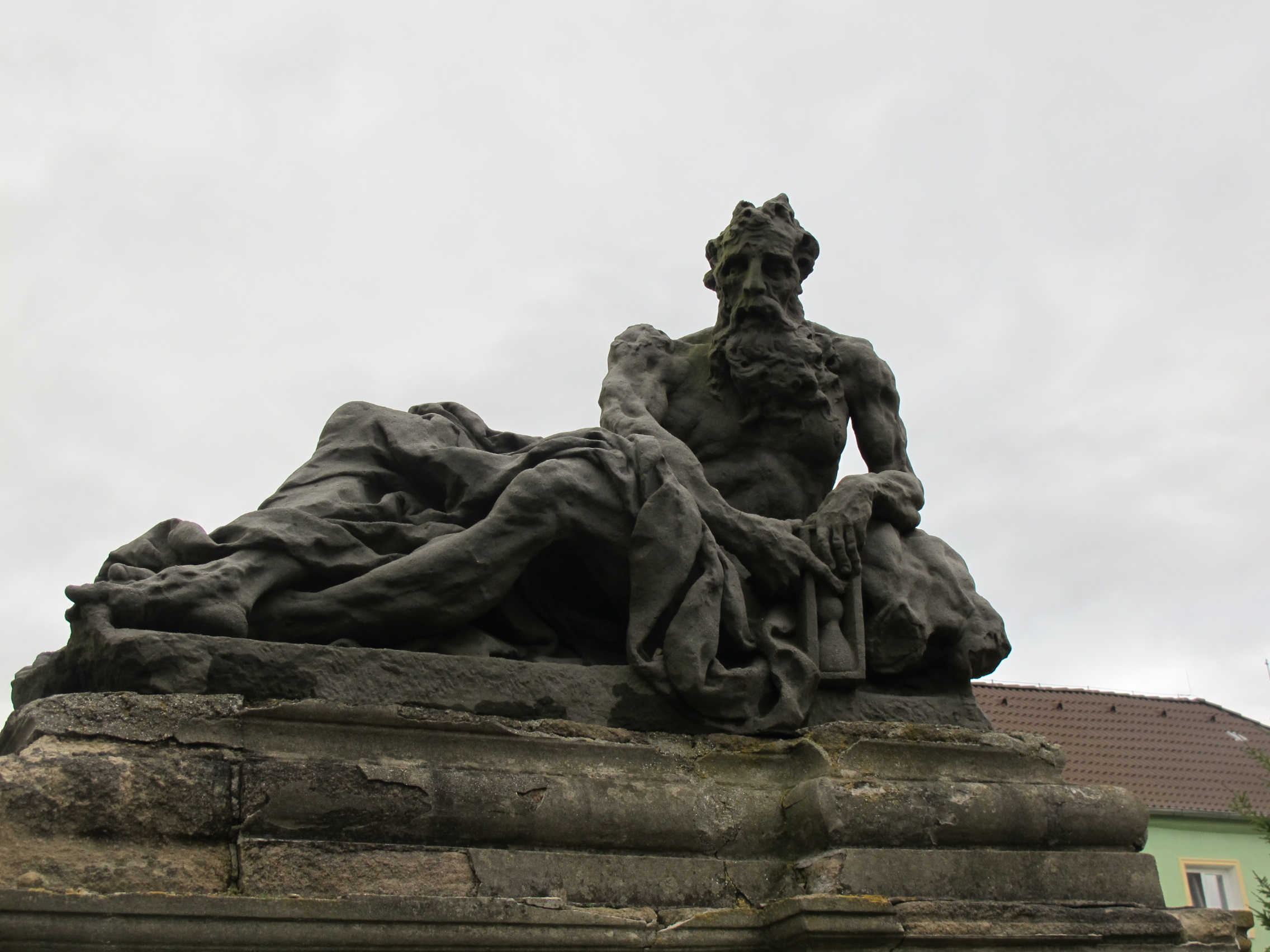
Скульптор М. Б. Браун. Хронос — алегорія часу, Цитоліби, Чехія

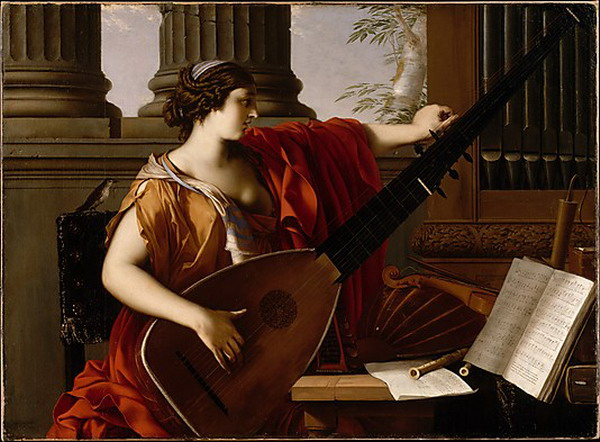
Лоран де Ла Гір. «Алегорія музики з двома путті», 1649 рік

Алего́рія (дав.-гр. ἀλληγορία — іносказання) або при́повідь — утілення двопланового художнього зображення, що ґрунтується на приховуванні реальних осіб, явищ і предметів під конкретними художніми образами з відповідними асоціаціями та характерними ознаками приховуваного. Алегоричні образи переважно є втіленням абстрактних понять, які завжди можна розкрити аналітично. Значення алегорії, на відміну від багатозначного символу, однозначне і відділене від образу; зв'язок між значенням і образом встановлюється за подібністю (наприклад, лев — сила, влада чи царювання).

## Образотворче мистецтво
В образотворчому мистецтві виражається певними атрибутами —
- Феміда — «правосуддя» зображають як жінку з терезами
- Час (тобто Хронос) — кремезний старий з косою та пісковим годинником
- Вакх (бог виноробства) — з гронами винограду
- Живопис — жінка з пензлями та палітрою художника
- Алегорія річки — старий з горщиком, з якого ллється вода як натяк на джерело.

Найхарактерніша для середньовічного мистецтва, епохи Відродження, бароко та класицизму.
Серед майстрів, що малювали алегорії, багато майстрів Італії (Боттічеллі «Алегорія сили», Гверчіно", Алегорія живопису і скульптури ", навіть портрет з алегорією маловідомого художника-італійця Джіроламо Бедолі.
В скульптурі мала поширення в декорі та садово-парковому мистецтві доби бароко, де використовували цілі комплекси алегорій — лише
- чотири пори року
- чотири пори доби
- сім смертних гріхів
- чотири океани
- шість континентів тощо.

## Мовна алегорія

### Художня література
У художній літературі алегоричні образи найяскравіше представлені у байках і сатиричних творах. На алегорії ґрунтуються притчі, апологи, гіперболи, мораліте, які здавна використовувалися у релігійних проповідях, полемічних творах, шкільній релігійній драмі. Алегорію вживав Г. Сковорода у філософських трактатах. Двоплановість алегоричного зображення переважно з цензурних мотивів маскується під езоповою мовою, наприклад, фантазія-сатира на 2 дії В. Самійленка «У Гайхан-бея». У драматичній поемі Лесі Українки «Оргія» під виглядом турецької провінції, окупованої римлянами Греції, зображено поневолену Україну. Алегорія, на відміну від метафори, ґрунтується не на перенесенні зовнішніх ознак і властивостей на інший предмет чи явище, а на асоціативному переосмисленні самої сутності явищ і предметів у їх сукупності. Не слід змішувати алегорію з символом, бо він буває багатозначним, а алегорія однозначно виражає суть явища чи предмета. Так само алегорія відрізняється від художнього моделювання чи уподібнення, в якому немає двоплановості зображення. Це стосується й міфу. Тому народні казки про тварин не мають алегоричного змісту, бо в них відсутня двоплановість зображення, персонажі мають характерні від природи риси (хитрість лисиці, хижацтво вовка, вайлуватість ведмедя). Вони тільки моделюють поведінку, взаємини людей (дружба, гостини, спільна праця тощо). Інше — літературні казки чи сучасні «химерно-міфологічні», «химерно-притчеві» твори: в них авторами свідомо закладена двоплановість зображення.
Приклади:
- «незборимий царизмом Кавказ» — Прометей (поема «Кавказ» Т. Шевченка);
- «сваволя можновладців над беззахисною людиною» — «Вовк та Ягня» (однойменна байка Л. Глібова);
- «борці за волю України» — каменярі (однойменна поезія І. Франка).

### Алегорія в Біблії
Що стосується Біблії, то існують два головні напрямки алегоризму, як форми тлумачення для пояснення змісту відповідних священних писань: для християнства — християнська Біблія, для юдаїзму — в основному Тора, Танах, Талмуд, Респонси та Рабинська література. 

#### Юдейство
Юдаїзм знає чотири різних підходи до тлумачення єврейської Біблії, Танаху та священних текстів у традиції рабинського юдаїзму за класифікацією Пардеса. PaRDeS - це абревіатура класичного єврейського тлумачення текстів при вивченні Тори.
За допомогою цієї системи біблійні уривки, окрім класичного прочитання, завжди можна інтерпретувати в новому, небуквальному сенсі. Прикладом цього є Левит 20:10, де вимагається смерть для перелюбника і перелюбниці. Особливо в ліберальному юдаїзмі ця вимога сьогодні трактується алегорично. Під перелюбом тут можна розуміти відвернення від Бога як джерела всього живого. Під Драшем мислимі особисті погляди на значення шлюбу, а останній рівень Сод можна розуміти як містичний зв'язок між людиною і Богом.
Алегоричне тлумачення Тори широко використовував ще в давнину Філон Александрійський. 

#### Християнство
У християнській традиції склалася концепція багатозначності Святого Письма, згідно з якою біблійний текст має, з одного боку, історично правдиве або вигадане (притчеве) буквальне значення (sensus litteralis), а з іншого — підлягає тлумаченню в багатозначних смислах стосовно історично постісторичних (типологічний смисл), моральних (тропологічний смисл) або есхатологічних питань (анагогічний смисл).
Алегоризм також практикувався на початку для християнської частини Біблії. Так, апостол Павло тлумачить Агар і Сару як Старий і Новий Завіт (Гал 4:21-31 Лют). Ориген пов'язує Пісню Пісень Старого Завіту з любов'ю між Христом і душею віруючої людини. Августин сформував християнську алегоричність, яка вийшла за межі Середньовіччя. Для алегоричного тлумачення Святого Письма він вимагав від перекладача знання граматики, риторики, лінгвістики, а також широких знань про речі природи, про числа і музику, але не про язичницькі міфи і язичницьку мантику або астрологію[10].
Лютер не цінував алегоричних тлумачень біблійних текстів і висміював Оригена. З іншого боку, він використовував алегорії у своїх застільних промовах і проповідях, оскільки, хоча вони й не давали слухачеві "раціонального знання про таємницю, що сталася історично, але давали йому можливість натякати на неї (allusio) і природно зворушуватися нею".

### Алегорія в риториці
У риториці алегорія — це технічний термін. Мовна форма алегорії розуміється в риториці як риторичний троп. Як і всі тропи, він вимагає мисленнєвого стрибка від сказаного до того, що мається на увазі. Через семантичні форми similitudo (порівняння) і contrarium (контраст) вона пов'язана з метафорою, exemplum (прикладом), aenigma (загадкою), proverbium (прислів'ям), іронією, евфемізмом тощо. У риториці вона може використовуватися в багатьох аспектах, наприклад, у похвальних промовах, для аргументації, для читання лекцій, для сатири, жартів тощо.
У своїй книзі De Oratore (з лат. - про ораторське мистецтво) Цицерон приписував алегорії різні призначення: вона служила для того, щоб прояснити предмет промови або приховати його, зробити її короткою і розважити слухачів. У іншій книзі про красномовство "De institutione oratoria", яка залишалася авторитетною аж до середньовіччя, Квінтіліан виклав риторичну теорію алегорії. 

## Галерея

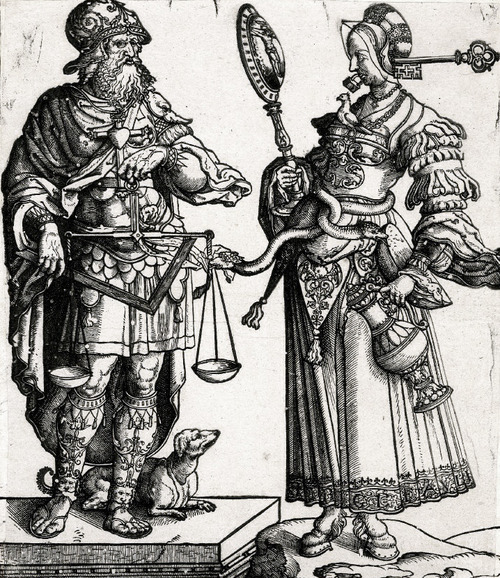
Корнеліс Антоніс. Гравюра Алегорія чоловічої і жіночої мудрості, 1530 рік
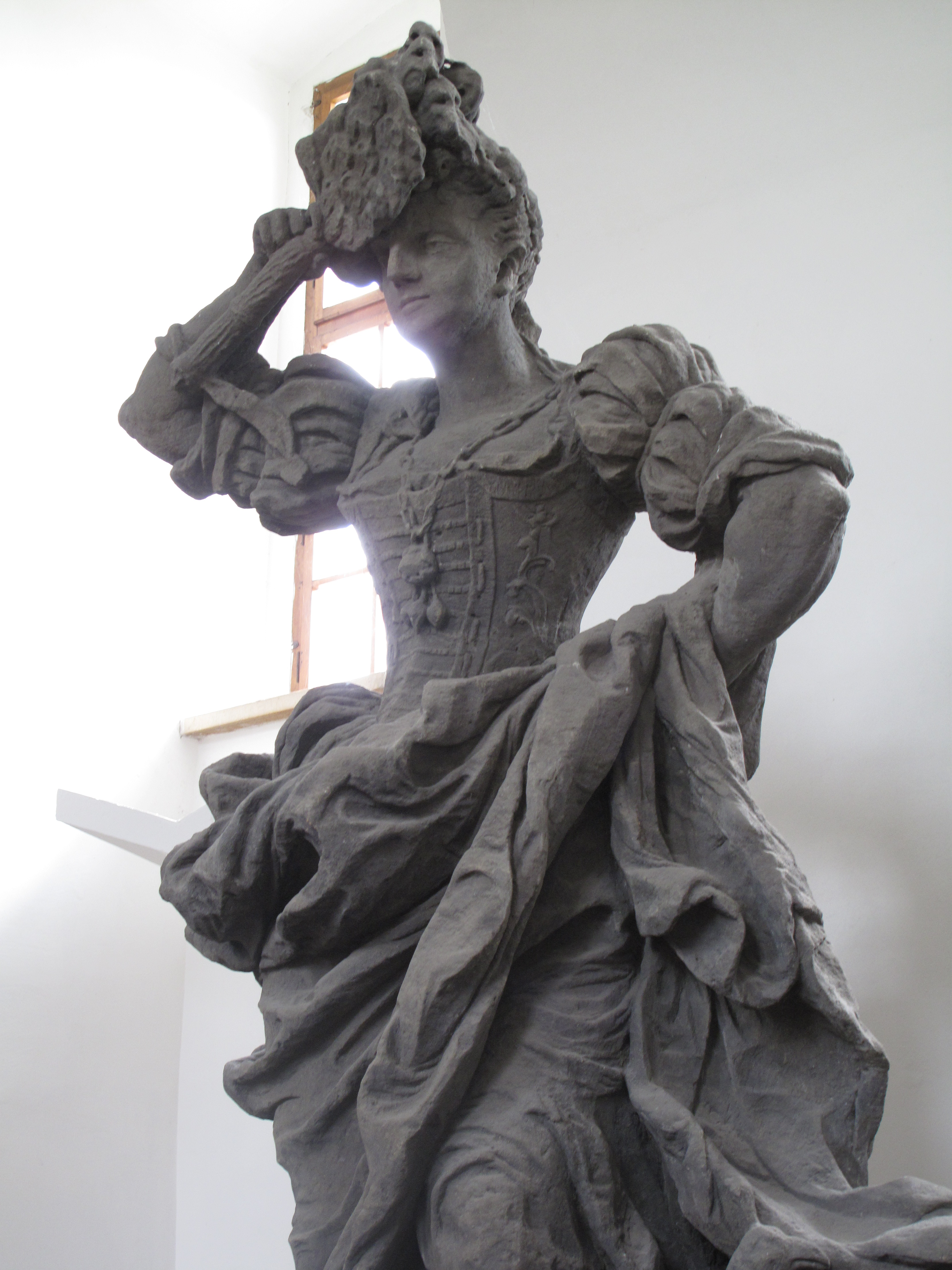
Ск. М.Б. Браун. «Алегорія Пихи», цикл «Гріхи», замок Кукс, Чехія
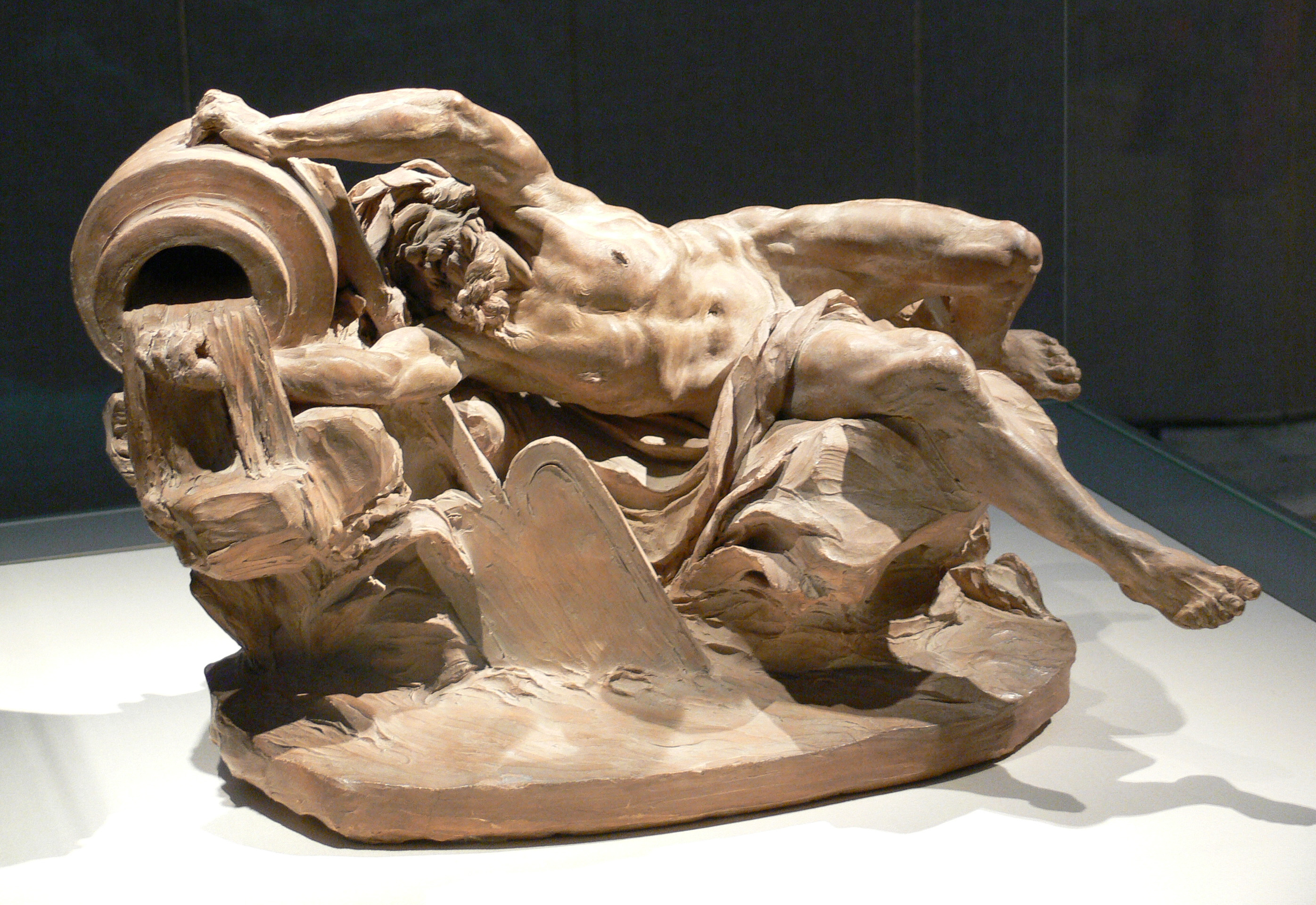
Скульптор Клодіон, «Алегорія річки Рейн»
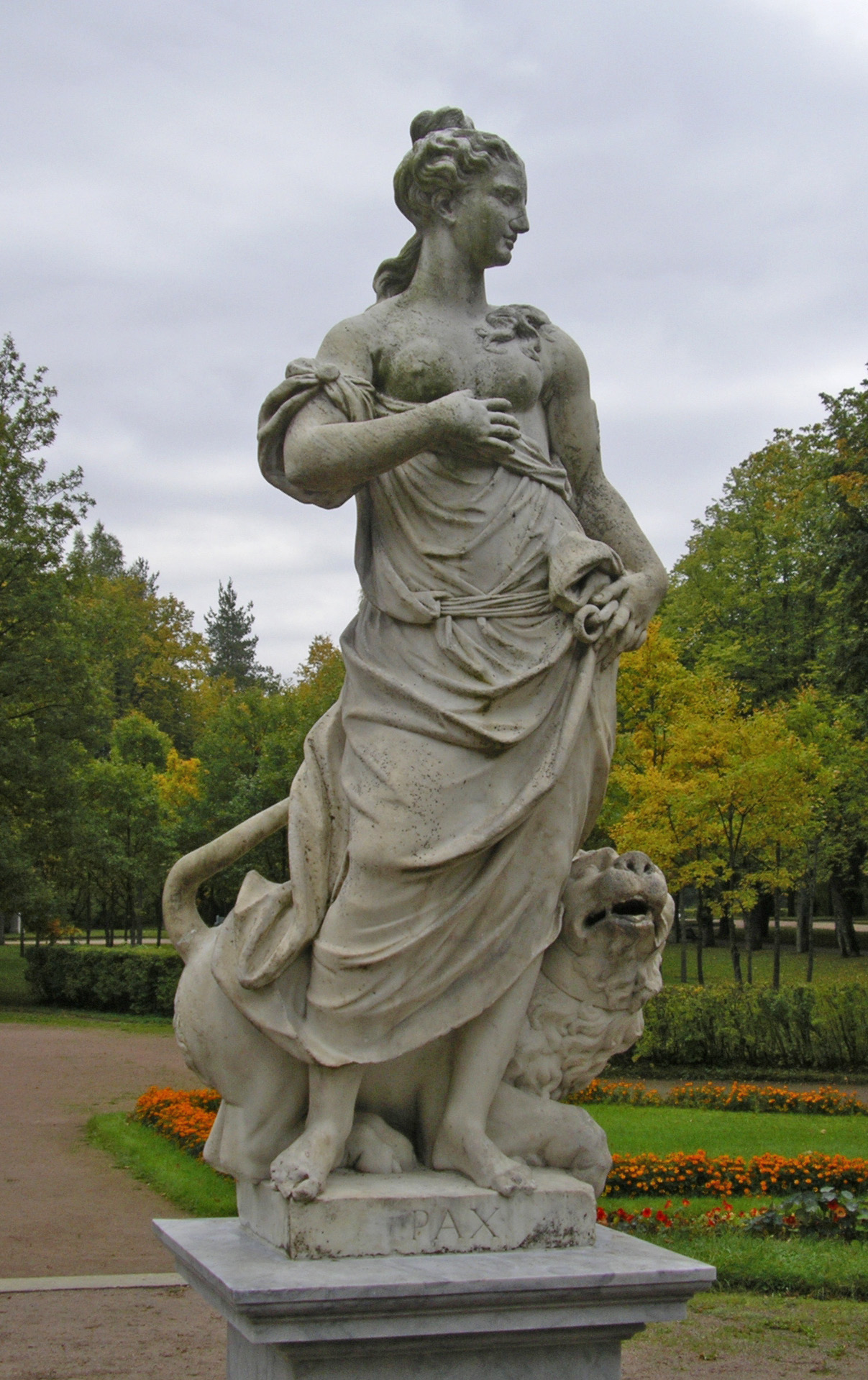
П'єтро Баратта, «Алегорія Миру», Павловськ, Великі круги
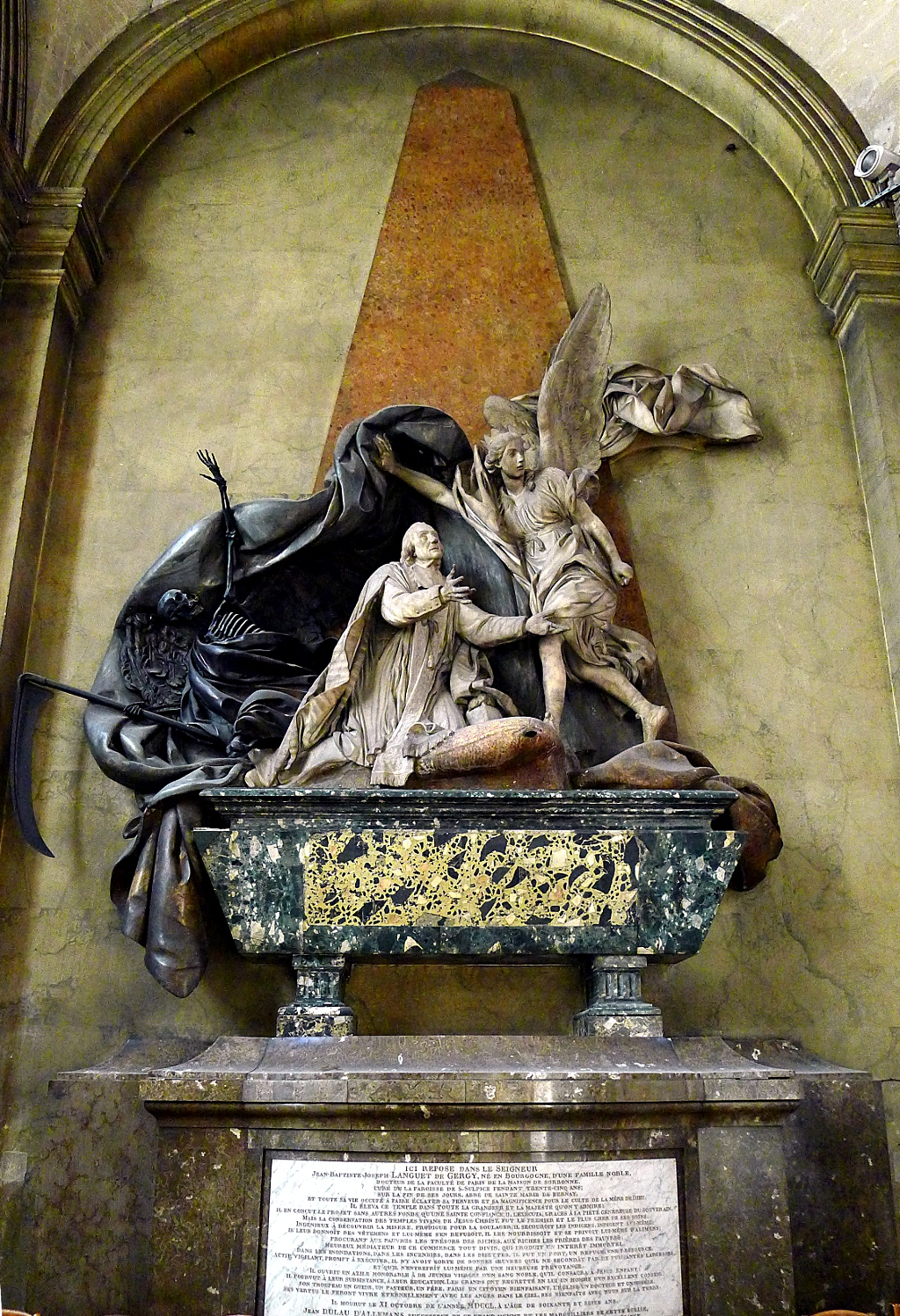
Художній надгробок з алегорією, церква Сен-Сюльпіс, Париж
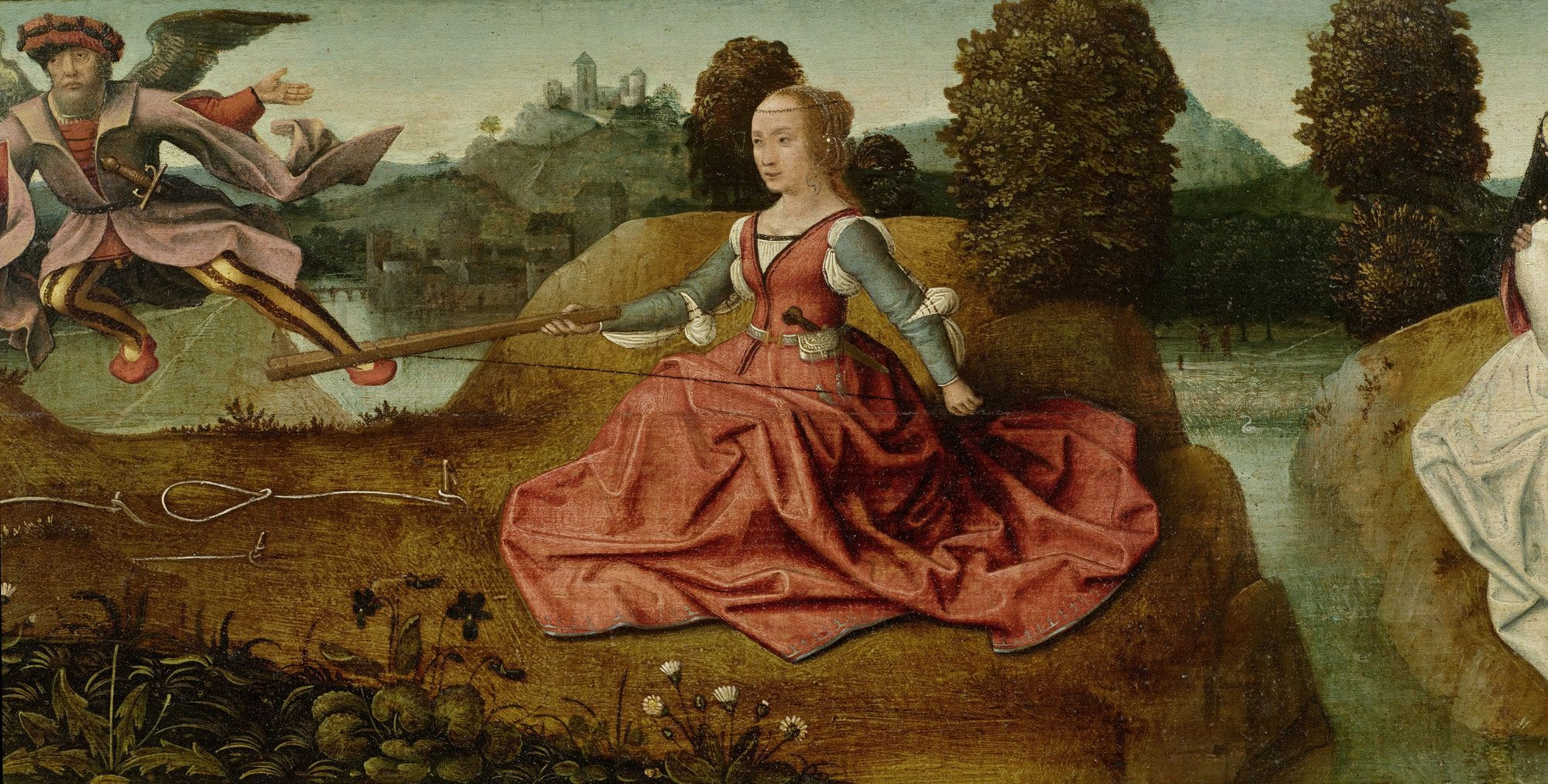
«Алегорія кохання з полюванням на чоловіків»
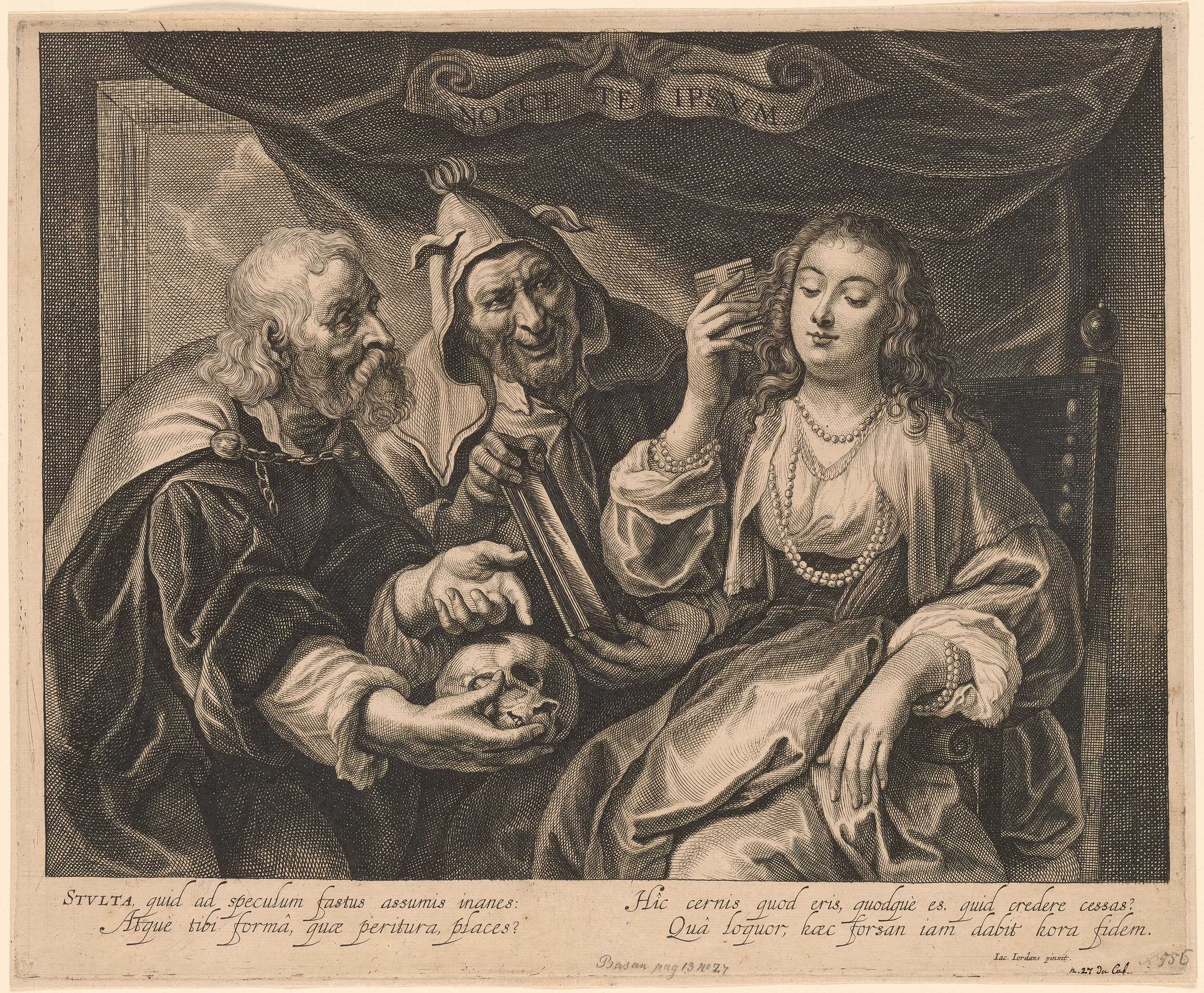
Nosce Te Ipsum - алегорія марнославства (1650), наслідування сюжета Якова Йорданса

### Українською
- Алегоричний код літератури, або Реабілітація алегорії триває: монографія / Моклиця Марія. — Київ: Кондор, 2017. — 292 с. — ISBN 978-617-7458-34-9
- Алегорія / М. Чорнописький // Українська фольклористика: словник-довідник / [уклад. і заг. ред. М. Чорнописького]. — Тернопіль: Підручники і посібники, 2008. — С. 7–8.
- Алегорія // Філософський енциклопедичний словник / В. І. Шинкарук (гол. редкол.) та ін ; Інститут філософії імені Григорія Сковороди НАН України. — Київ : Абрис, 2002. — 742 с. — 1000 екз. — ББК 87я2. — ISBN 966-531-128-X.
- Бондар М. Алегорія // Шевченківська енциклопедія: в 6 т. — Т. 1 : А–В / НАН України, Ін-т л-ри ім. Т. Г. Шевченка; редкол. : М. Г. Жулинський (гол.) [та ін.]. — К., 2012. — С. 161—164.
- Герасимчук С. Художні форми алегоричного зображення у літературі Київської Русі: дис. … канд. філол. наук : 10.01.01 / Сніжана Герасимчук. — Київ, 2014. — 181 с.
- Заваринська Х. М. Алегорії наук в українській панегіричній гравюрі першої половини XVIII століття // Вісник ХДАДМ. — 2019. — #1. — С. 36-47.
- Лінда С. М. Будівництво як символ. Алегорія та символіка будівництва у мистецтві тоталітарної країни / С. М. Лінда // Вісник Національного університету «Львівська політехніка». — 2004. — № 505 : Архітектура. — С. 52–56.
- Українська народна пісенна алегорія: фольклористична монографія / Т. І. Колотило ; Кам'янець-Подільський національний ун-т ім. Івана Огієнка. — Кам'янець-Подільський: К-ПНУ, 2009. — 184 с. — Бібліогр.: с. 167—183. — ISBN 978-966-643-052-9

### Німецькою
- Walter Benjamin: Ursprung des deutschen Trauerspiels; 1928.
- Reinhart Hahn: Die Allegorie in der antiken Rhetorik. Tübingen 1967.

### Англійською
- Frye, Northrop (1957) Anatomy of Criticism.
- Fletcher, Angus (1964) Allegory: The Theory of a Symbolic Mode.
- Foucault, Michel (1966) The Order of Things.